# Halle Open 2022
L'Halle Open 2022, conosciuto per motivi di sponsorizzazione anche come Terra Wortmann Open, è stato un torneo di tennis giocato sull'erba. È stata la 29ª edizione, fa parte della categoria ATP Tour 500 nell'ambito dell'ATP Tour 2022. La competizione si è disputata alla Owl Arena di Halle, in Germania, dal 13 al 19 giugno 2022.

## Partecipanti

### Teste di serie
| Nazionalità | Giocatore             | Ranking* | Testa di serie |
| ----------- | --------------------- | -------- | -------------- |
|             | Daniil Medvedev       | 2        | 1              |
| Grecia      | Stefanos Tsitsipas    | 5        | 2              |
|             | Andrej Rublëv         | 8        | 3              |
| Canada      | Félix Auger-Aliassime | 9        | 4              |
| Polonia     | Hubert Hurkacz        | 13       | 5              |
| Spagna      | Pablo Carreño Busta   | 19       | 6              |
| Spagna      | Roberto Bautista Agut | 20       | 7              |
|             | Karen Chačanov        | 23       | 8              |

* Ranking al 6 giugno 2022.

### Altri partecipanti
I seguenti giocatori hanno ricevuto una wild card per il tabellone principale:
- Nick Kyrgios
- Henri Squire
- Jan-Lennard Struff

Il seguente giocatore è entrato in tabellone come special exempt: 
- Oscar Otte

I seguenti giocatori sono entrati nel tabellone principale passando dalle qualificazioni:

- Tallon Griekspoor
- Marc-Andrea Hüsler
- Radu Albot
- Maxime Cressy

### Ritiri
Prima del torneo
- Lloyd Harris → sostituito da  Daniel Altmaier
- Jannik Sinner → sostituito da  Mackenzie McDonald
- Alexander Zverev → sostituito da  Benjamin Bonzi

## Partecipanti doppio

### Teste di serie
| Nazionalità | Giocatore         | Nazionalità   | Giocatore         | Ranking* | Testa di serie |
| ----------- | ----------------- | ------------- | ----------------- | -------- | -------------- |
| Spagna      | Marcel Granollers | Argentina     | Horacio Zeballos  | 11       | 1              |
| El Salvador | Marcelo Arévalo   | Paesi Bassi   | Jean-Julien Rojer | 29       | 2              |
| Germania    | Tim Pütz          | Nuova Zelanda | Michael Venus     | 30       | 3              |
| Croazia     | Ivan Dodig        | Stati Uniti   | Austin Krajicek   | 42       | 4              |

* Ranking al 6 giugno 2022.

### Altri partecipanti
Le seguenti coppie di giocatori hanno ricevuto una wild card per il tabellone principale:
- Daniel Altmaier  /  Oscar Otte
- Dustin Brown /  Dominic Stricker

La seguente coppia di giocatori è entrata nel tabellone principale passando dalle qualificazioni:
- Ariel Behar  /  Gonzalo Escobar

Le seguenti coppie di giocatori sono entrate in tabellone come lucky loser:
- Tallon Griekspoor /  Alex Molčan
- Yannick Hanfmann /  Jan-Lennard Struff

### Ritiri
Prima del torneo
- Ariel Behar /  Gonzalo Escobar → sostituiti da  Tallon Griekspoor /  Alex Molčan
- Andrej Rublëv /  Alexander Zverev → sostituiti da  Yannick Hanfmann /  Jan-Lennard Struff

## Punti e montepremi

### Distribuzione punti
| Torneo    | V   | F   | SF  | QF | 2T | 1T | Q  | Q2 | Q1 |
| Singolare | 500 | 300 | 180 | 90 | 45 | 0  | 20 | 10 | 0  |
| Doppio    | 500 | 300 | 180 | 90 | 45 | 0  | 45 | 25 | 0  |

### Montepremi
| Torneo    | V        | F       | SF      | QF      | 2T      | 1T      | Q2     | Q1     |
| Singolare | €399,170 | €84,075 | €59,860 | €40,765 | €25,480 | €14,650 | €6,750 | €3,565 |
| Doppio*   | €40,200  | €30,240 | €21,760 | €14,340 | €9,020  | €5,000  | N.D.   | N.D.   |

*a coppia

## Campioni

### Singolare
Hubert Hurkacz ha sconfitto in finale  Daniil Medvedev con il punteggio di 6-1, 6-4.
• Per Hurkacz si tratta del quinto titolo in carriera, il primo in stagione.

### Doppio
Marcel Granollers /  Horacio Zeballos hanno sconfitto in finale  Tim Pütz /  Michael Venus con il punteggio di 6-4, 6(5)–7, [14-12].